# Impasse Clérin
L'impasse Clérin est une voie de la commune de Nancy, dans le département de Meurthe-et-Moselle, en région Lorraine Grand Est.

## Situation et accès
L'impasse Clérin est située à l'ouest du ban communal de Nancy, au sein du quartier administratif Poincaré - Foch - Anatole France - Croix de Bourgogne.
C'est une voie sans issue qui relie l'avenue Foch à la Tour de la Commanderie.

## Origine du nom
Elle porte le nom des frères Clérin propriétaires du lotissement en 1892.

## Historique
L'impasse est une voie particulière, lotie en 1892 par les frères Clérin après l'abandon en 1870 du tracé en ligne droite de l'avenue Foch imaginé depuis la rue Saint-Léon jusqu'à Laxou. La présence de la Tour de la Commanderie, monument le plus ancien et le plus respectable de la ville, empêche donc la réalisation de cette grande avenue. Il ne reste alors que l'ébauche de cette rue.
Elle est dénommée dès sa création, du nom des propriétaires du lotissement.

## Bâtiments remarquables et lieux de mémoire
- no 84 : Tour de la Commanderie, unique vestige du Nancy du XIIe siècle, reste d'une ancienne église des hospitaliers de Saint Jean de Jérusalem sollicités par les ducs de Lorraine, édifice objet d’une inscription au titre des monuments historiques par arrêté du 19 janvier 1927[2].

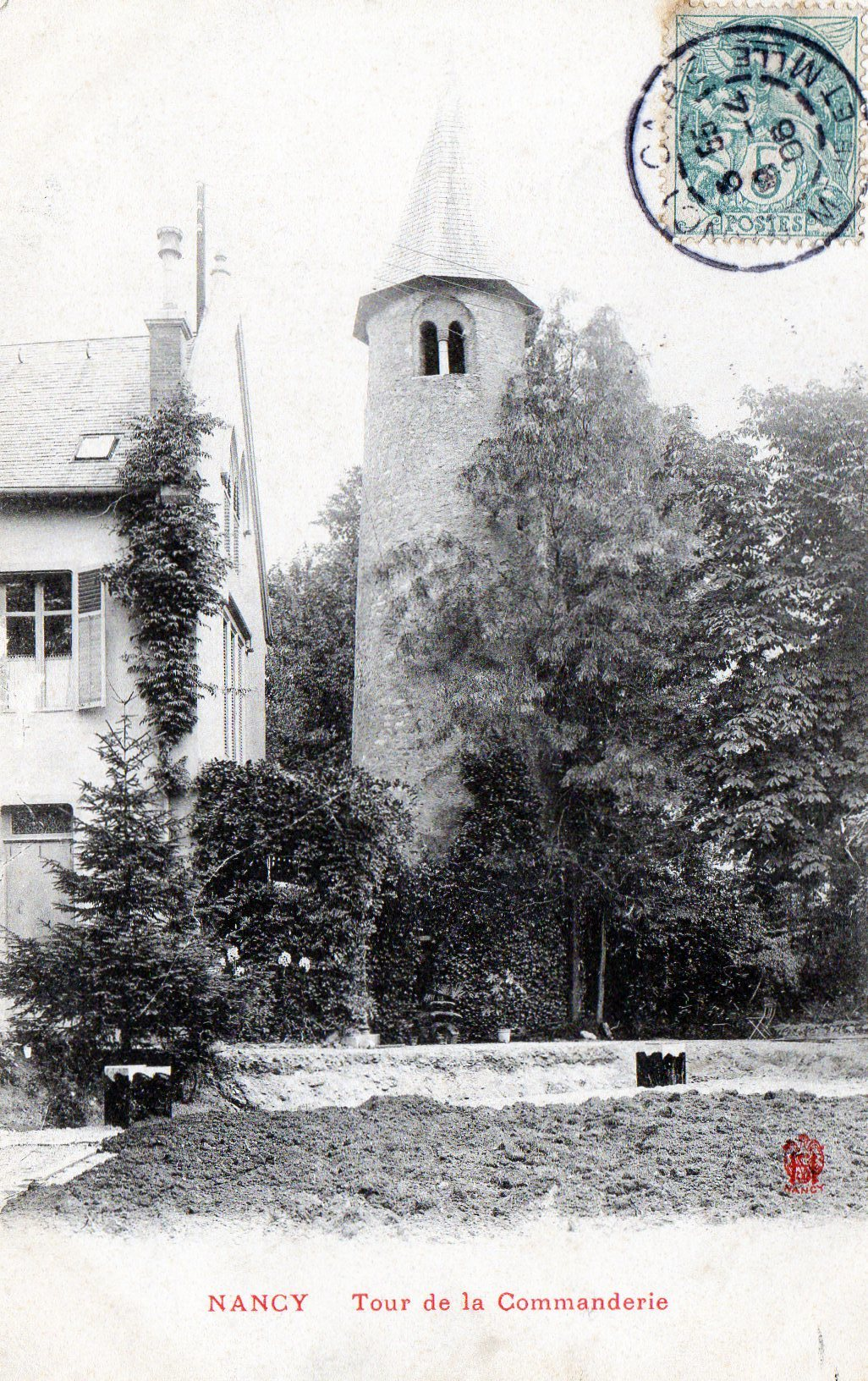
La tour St-Jean en 1906
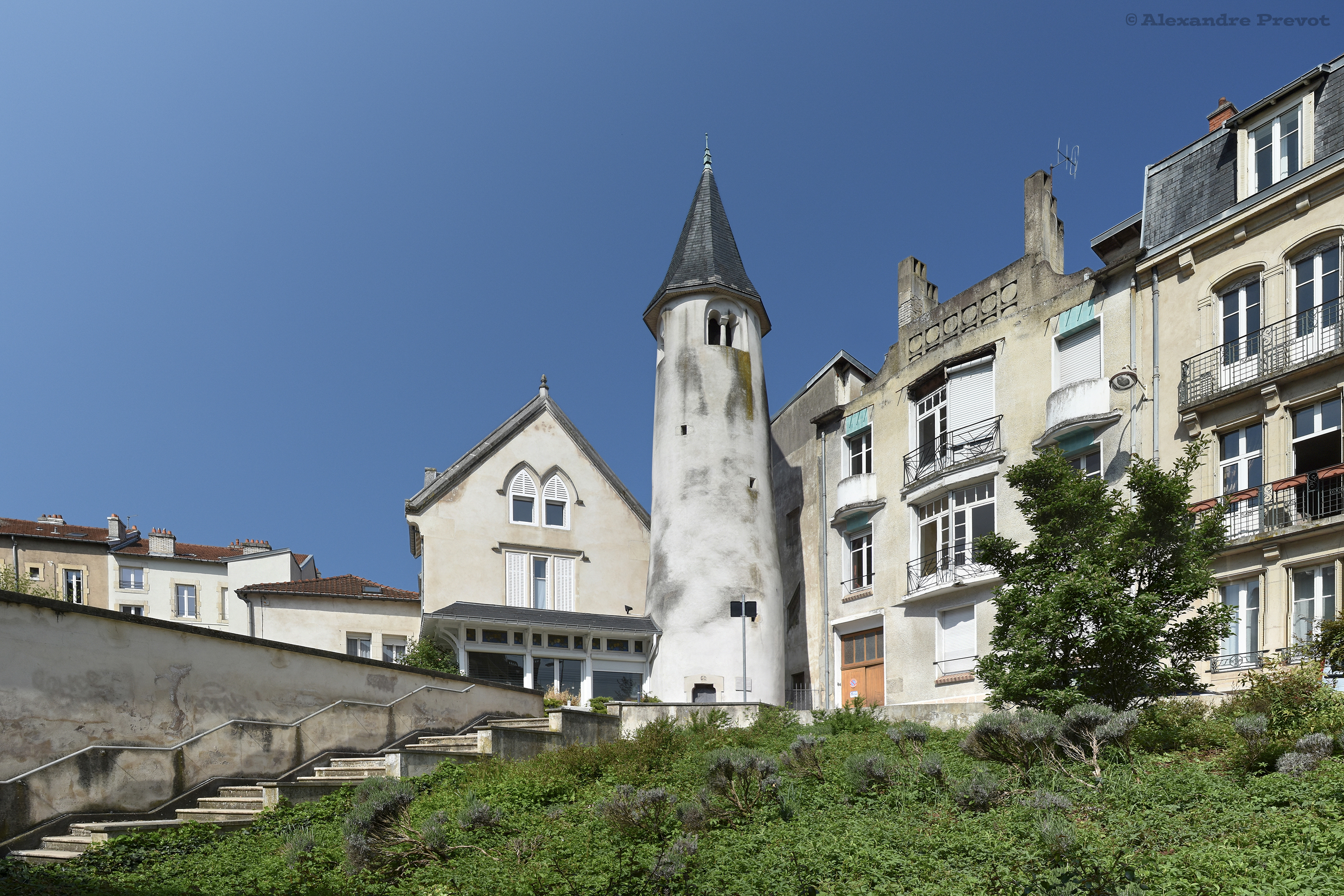
Tour de la Commanderie, accessible par escalier depuis l'avenue Foch